# Destructoid
 (décembre 2023).
Le contenu est difficilement compréhensible vu les erreurs de traduction, qui sont peut-être dues à l'utilisation d'un logiciel de traduction automatique.
Destructoid est un site web américain spécialisé dans le domaine du jeu vidéo. Il fait partie du réseau Enthusiast Gaming. Enthusiast Gaming a acquis le site web en 2017 et l'a vendu au groupe Gamurs en 2022.

## Historique
Yanier « Niero » Gonzalez fonde Destructoid en mars 2006 afin de pouvoir assister à l'Electronic Entertainment Expo (E3) de cette même année. Après avoir été rejeté, Gonzalez commence à rédiger des éditoriaux originaux et à dessiner des bandes dessinées qui sont reprises par des blogs de jeux établis tels que Joystiq et Kotaku.[source insuffisante] 
Après l'E3, Gonzalez apparaît lors de la conférence de presse déguisé en M. Destructoid (la mascotte robotique de Destructoid, représentée sur les logos et le matériel promotionnel) pour distribuer des dépliants promotionnels. Son travail éditorial original a été largement diffusé, y compris l'émission web Hey Ash, Whatcha Playin'? (en), maintenant diffusée sur GameTrailers. Le costume de M. Destructoid a été redessiné en 2012 par Volpin Props, avec une technologie de circuit animé à base de LED, et il est toujours actif en tant que mascotte lors d'événements de presse.
En 2017, le site, qui est consulté par 5 millions de personnes mensuellement, est acquis par Enthusiast Gaming, une entreprise basée à Toronto. Enthusiast vend le site web à Gamurs Group (en) en septembre 2022.

## Œuvres caritatives
En 2008, James Stephanie Sterling (en), une rédactrice de Destructoid, participe au marathon vidéoludique Extra Life organisé par le site Sarcastic Gamer (en) dans le but de collecter des fonds pour de jeunes patients atteints de cancer. Elle réunit 3 009 $ en jouant pratiquement sans interruption pendant douze heures à des jeux de karaoké de la série SingStar. L'évènement est diffusé en direct en ligne,,,. Destructoid participe à nouveau au marathon caritatif Extra Life les années suivantes, et récolte 4 835,60 $ en 2009, 6 028,35 $ en 2010, et 6 909,16 $ en 2011.  En 2012, Destructoid organise une diffusion en direct de 56 heures au profit de l'organisation Habitat for Humanity.

## Présence dans les jeux vidéo
La mascotte du site, Mr. Destructoid, apparait dans divers jeux vidéo : en 2007, Hudson Entertainment introduit un personnage jouable basé sur Mr. Destructoid dans son jeu Xbox Live Arcade Bomberman Live,,,, et dans Bomberman Ultra, le portage du jeu sur PlayStation 3 ; La tête de Mr. Destructoid est disponible en tant que casque débloquable dans le jeu Dino Run (en) de PixelJAM (en)[réf. nécessaire] ; en 2008, la mascotte de Destructoid est également incluse dans le jeu de plates-formes Eternity's Child (en), mais est ensuite retirée à la suite d'une critique virulente du jeu sur le site web,. Mr. Destructoid apparaît également dans Agent MOO: Maximum Overdeath sur Xbox Live Indie Games aux côtés de Ron Workman, l'ancien responsable de la communauté de Destructoid[réf. nécessaire] ; Mr. Destructoid apparaît en 2010 dans le jeu Xbox Live Arcade Raskulls (en) ; il apparaît en juillet 2011 dans Ms. Splosion Man de Twisted Pixel Games ; en 2014, Microsoft ajoute un costume officiel de Mr. Destructoid au Xbox Live Avatar Marketplace ; en 2016, un drapeau Mr. Destructoid est ajouté en tant qu'objet cosmétique dans Rocket League.